# 포커스 (프로게이머)
포커스(본명: 최지훈, 2001년 7월 7일 ~ )는 대한민국의 리그 오브 레전드 프로게이머로 포지션은 AD 캐리이다. 아이디는 Focus이다.

## 선수 생활
2020시즌을 앞두고 LLA의 XTEN e스포츠에 입단했다. 2020년 4월, 팀에서 퇴단했다. 이후 젠지의 아카데미팀에 합류했다.
2021년 3월, NASR e스포츠에 입단했다.
2021년 5월, 갈락티코스에 입단했다. 2021시즌 종료 후 팀에서 퇴단했다.sadasdsa

## 소속팀
| # | 팀명         | 소속 기간          | 소속 리그 | 비고 |
| - | ------------ | ------------------ | --------- | ---- |
| 1 | XTEN e스포츠 | 2019.12~2020.04    | LLA       |      |
| 2 | NASR e스포츠 | 2021.03~2021.05    | TCL       |      |
| 3 | 갈락티코스   | 2021.05~2021.11.15 | TCL       |      |